# Ford Rhein
Der Ford Rhein (Typ G398TS) ist ein Lkw-Modell, das Ford Deutschland zusammen mit dem kleineren Schwestermodell Ford Ruhr in den Jahren 1948 bis 1955 herstellte.
Der neue Wagen kam als Nachfolger des Ford V8-51 und bot ihm gegenüber nur wenige Änderungen, z. B. größere Scheinwerfer. Er hatte einen V8-Ottomotor mit 3924 cm³ Hubraum, der anfangs 90 PS (66 kW) leistete und ab 1949 um 5 PS auf 95 PS (70 kW) gesteigert wurde. Über ein Vier- oder Fünfganggetriebe wurde die Motorkraft an die Hinterräder weitergeleitet. Auf Wunsch war auch Allradantrieb erhältlich.
Üblicherweise wurden die Lkw mit Ganzstahlführerhaus in Grau und mit Pritsche vom Werk ausgeliefert. Der Radstand betrug 4013 mm, die Nutzlast 3000 kg. Ab 1949 gab es aber auch zwei Niederflurfahrgestelle für Bus- und Sonderaufbauten mit verlängertem Radstand sowie Frontlenkerfahrgestelle mit im Heck eingebautem Motor. Drauz oder NWF bauten darauf Busse mit bis zu 25 Sitzplätzen und 33 Stehplätzen.
Erwies sich der Einsatz von Ottomotoren anfangs als Vorteil, weil sie auch mit Holzgasvergaser ausgestattet werden konnten, um dem Benzinmangel zu begegnen, so konnten sich diese Modelle wegen des hohen Benzinverbrauchs später nur schwer gegen die Konkurrenten mit Dieselmotoren durchsetzen. Daher bot Ford ab Januar 1951 auch Sechszylinder-Viertakt-Dieselmotoren von Kämper oder Hercules mit 4080 cm³ Hubraum und 94 PS (69 kW) an. Die Motoren wurden bei Knorr in München in Lizenz für Ford gefertigt. Der Motor erwies sich allerdings als sehr anfällig und wurde daher bald in seiner Leistung auf 85 PS (62,5 kW) reduziert, allerdings mit geringem Erfolg: Seine Zuverlässigkeit nahm kaum zu.
Die Nachfolger, die FK 2500 bis FK 4500, waren mit Zweitakt-Dieselmotoren ausgestattet.